# Bêta-Glucuronidase
La β-glucuronidase est une glycoside hydrolase qui catalyse la réaction :
β-D-glucuronoside + H2O  {\displaystyle \rightleftharpoons }  D-glucuronate + alcool.
Cette enzyme participe à la dégradation des glucides complexes. Chez l'homme, elle hydrolyse les glycosaminoglycanes tels que le sulfate d'héparane ; la β-glucuronidase humaine se trouve dans les lysosomes. Dans l'intestin, elle convertit la bilirubine conjuguée sous sa forme non conjuguée pour la réabsorption.
Une mutation de ce gène provoque la maladie de Sly. Le gène de la β-glucuronidase est utilisé en biologie moléculaire comme gène rapporteur sous le nom de gène GUS.